# Getto van Będzin
Het Getto van Będzin was een door Nazi-Duitsland in 1940 opgezet getto in Będzin, Polen. Het kamp werd gebruikt voor ongeveer 20.000 Joden uit Będzin zelf en naar schatting 10.000 Joden uit de omgeving.
Veel van de gezonde gevangenen werden ingezet voor slavenarbeid in Duitse militaire fabrieken, alvorens afgevoerd te worden naar Auschwitz en andere vernietigingskampen. De laatste grootschalige deportatie door de Duitse SS was het startsein voor een opstand door leden van de ZOB.
Tot oktober 1942 was het kamp niet fysiek afgesloten van de buitenwereld en werd het in feite gevormd door de wijken Kamionka en Środula. Het getto werd bewaakt door de Joodse gettopolitie onder commando van de SS.
Tijdens Aktion Reinhard werd het kamp leeggehaald. De gevangenen werden afgevoerd naar vernietigingskampen, met name Auschwitz-Birkenau. In 1942 werden er 2000 (mei) en 5000 (augustus) gevangenen afgevoerd. Tussen augustus 1942 en juni 1943 werden nog eens 5000 mensen afgevoerd. De laatste grote transporten vonden plaats op 22 juni 1943 (5000 gevangenen) en rond 2 augustus (8000 gevangenen).
Tijdens de voorbereidingen voor het transport van begin augustus kwam de ZOB onder leiding van Frumka Płotnicka in opstand tegen de Duitsers. De opstand veranderde weinig aan het lot van de gevangenen, maar zorgde wel voor vertraging. De ongeveer 1000 overlevenden werden kort daarna alsnog op transport gesteld.